# Johanka (Stará Červená Voda)
Johanka (deutsch Johannaburg) ist eine erloschene Ansiedlung der Gemeinde Stará Červená Voda in Tschechien. Sie liegt drei Kilometer südöstlich von Vidnava an der polnischen Grenze und gehört zum Okres Jeseník.

## Geographie
Johanka befindet sich in der Vidnavská nížina (Weidenauer Senke) unmittelbar an der Staatsgrenze zu Polen. Westlich erhebt sich der Ovčí vrch (Schafberg, 323 m n.m.), im Süden der Kostelní vrch (Kirchberg, 355 m n.m.). Durch die Wüstung führt die Staatsstraße II/457 zwischen Vidnava und Mikulovice.
Nachbarorte sind Łąka (Wiesau) und Jodłów (Tannenberg) im Norden, Jarnołtów (Dürr Arnsdorf) im Osten, Výhled (Gucke), Velké Kunětice und Strachovičky im Südosten, Supíkovice und Stará Červená Voda im Süden, Dolní Červená Voda im Südwesten, Štachlovice im Westen sowie Nová Malá Kraš, Vidnavské Fojtství, Vidnava und Krasov im Nordwesten.

## Geschichte
Im Zuge der Teilung Schlesiens erfolgte 1742 zwischen Rothwasser und Dürr Arnsdorf die Grenzziehung entlang der von Weidenau nach Ziegenhals führenden Kaiserstraße. In den 1760er Jahren ließ der Besitzer des Gutes Nieder Rothwasser, Franz Urban von Mückusch und Buchberg, einen Teil der Gutsfluren parzellieren und auf der Ebene direkt an der preußischen Grenze die nach seiner Frau Johanna, geborene von Falkenhayn-Gloschek, benannte Kolonie Johannaburg anlegen. Eingepfarrt wurde die Siedlung nach Rothwasser. Um 1800 standen in Johannaburg neun Häuser mit 40 deutschsprachigen Einwohnern, darunter ein Wirtshaus. Auf den Feldern gedieh nur Roggen und Hafer. Nordwestlich der Kolonie begann im 19. Jahrhundert der Abbau von Kaolin.
Im Jahre 1836 bestand die Kolonie Johannaburg aus neun eng zusammenstehenden Häusern, in denen 66 Personen lebten. An der Kaiserstraße stand eine Ausspanne. Vom Schloss Nieder Rothwasser führte eine Allee nach Johannaburg. Haupterwerbsquellen waren die Garnspinnerei und der Tagelohn; der Grenzschmuggel spielte keine unbedeutende Rolle. Pfarr- und Schulort war Alt-Rothwasser. Bis zur Mitte des 19. Jahrhunderts blieb Johannaburg dem Gut Nieder Rothwasser untertänig.
Nach der Aufhebung der Patrimonialherrschaften bildete Johannaburg ab 1849 einen Ortsteil der Gemeinde Rothwasser / Červená Voda im Gerichtsbezirk Weidenau. Ab 1869 gehörte die Kolonie zum Bezirk Freiwaldau. Zu dieser Zeit lebten über 70 Personen in Johannaburg. Zum Ende des 19. Jahrhunderts wurde der tschechische Name Johanka eingeführt. Im Jahre 1900 hatte Johannaburg 42 Einwohner und bestand aus 10 Häusern. Zur Unterbindung des Schmuggels von und nach Preußen wurde direkt im Ort eine ständige Finanzwache stationiert. Beim Zensus von 1921 lebten in den 10 Häusern von Johannaburg 51 Deutsche. 1930 hatte Johannaburg 52 Einwohner, darunter 49 Deutsche, und bestand aus 10 Häusern. Nach dem Münchner Abkommen wurde die Kolonie 1938 dem Deutschen Reich zugesprochen und gehörte bis 1945 zum Landkreis Freiwaldau. Nach dem Ende des Zweiten Weltkrieges kam Johanka zur Tschechoslowakei zurück; die deutschsprachigen Bewohner wurden 1945/46 vertrieben. Nachdem die letzte Familie den Ort verlassen hatte, wurde die Wiederbesiedlung von Johanka auf Grund der angespannten Beziehungen zu Polen, dass die preußischen Gebiete zugesprochen bekam, behördlicherseits untersagt. Die Kolonie an der Grenze wurde als Sicherheitsrisiko angesehen. Die verlassenen Häuser wurden von der Bevölkerung ausgeplündert und sukzessive zur Baustoffgewinnung abgebrochen. In den 1950er Jahren bestand Johanka nur noch aus Ruinen. Offiziell aufgehoben wurde der Ortsteil im Jahre 1965.
Heute befindet sich an der Stelle von Johanka nur noch Buschwerk mit den Ruinen der ehemaligen Ausspanne. Die ehemaligen Gärten und Felder der Kolonie dienen heute als Weideland und bieten eine gute Sicht auf das Reichensteiner Gebirge und das Altvatergebirge.

## Ortsgliederung
Die Wüstung Johanka ist Teil des Katastralbezirks Dolní Červená Voda der Gemeinde Stará Červená Voda.

## Sehenswürdigkeiten
- Holzkreuz mit Gedenktafel, errichtet im Rahmen des Projektes Zaniklé obce Jesenicka.
- Kapelle Mariä Schmerzen (Latzel-Kapelle), nordwestlich von Johanka
- Ehemalige Kaolingruben mit Badeteich Kaolínka, nordwestlich von Johanka